# NGC 6766
NGC 6766 (ook: NGC 6884) is een planetaire nevel in het sterrenbeeld Zwaan. Het hemelobject werd op 8 mei 1883 ontdekt door de Amerikaanse astronoom Edward Charles Pickering. Het werd in 1884 herontdekt door Ralph Copeland.

## Synoniemen
- PK 82+7.1